# ضرائب الثروة
ضريبة الثروة  أو ضريبة رأس المال أو ضريبة الأسهم (بالإنجليزية: Wealth tax)‏، هي ضريبة على ممتلكات الكيان من الأصول.
يشمل ذلك القيمة الإجمالية للأصول الشخصية، بما في ذلك النقد، والودائع المصرفية، والعقارات، والأصول في خطط التأمين، والمعاشات التقاعدية، وملكية الشركات غير المسجلة، والأوراق المالية، والصناديق الائتمانية الشخصية (ضريبة لمرة واحدة على الثروة هي: ضريبة رأس المال).
عادةً ما يتم خصم الالتزامات (الرهون العقارية، والقروض الأخرى بشكل أساسي) من ثروة الفرد، ومن ثم يطلق عليها أحيانًا ضريبة الثروة الصافية.
من بين 36 دولة في منظمة التعاون الاقتصادي والتنمية، فرضت خمس دول ضريبة الثروة الشخصية في عام 2017 (في عام 1990 كان هناك 12 دولة).
أحد أهدافها، هو تقليل تراكم الثروة من قبل الأفراد.